# AMP活性化プロテインキナーゼ
AMP活性化プロテインキナーゼ（AMPかっせいかプロテインキナーゼ、英: 5' adenosine monophosphate-activated protein kinase、略称: AMPK）は、細胞のエネルギー状態の恒常性に関係する酵素（EC 2.7.11.31）で、細胞のエネルギーが低下しているときにグルコースと脂肪酸の取り込みと酸化を活性化する。高度に保存されたタンパク質ファミリーに属し、酵母のオルソログはSNF1、植物ではSnRK1と呼ばれる。AMPKは3つのタンパク質（サブユニット）によって機能的な酵素が構成されており、酵母からヒトまで保存されている。AMPKは、肝臓、脳、骨格筋など多数の組織で発現している。AMPとADPの結合に伴うAMPKの活性化によって、肝臓での脂肪酸の酸化の促進、ケトン生成、骨格筋での脂肪酸の酸化とグルコースの取り込みの促進、コレステロール合成の阻害、脂質生成、脂肪細胞での脂肪分解の阻害、膵臓のβ細胞でのインスリン分泌の調節が行われる。

## 構造
AMPKは、α、β、γサブユニットから構成されるヘテロ三量体タンパク質複合体である。3つのサブユニットのそれぞれが、AMPKの安定性と活性の双方に特定の役割を担っている。特に、γサブユニットは4つのCBSドメインを含んでおり、これらによってAMPKはAMPとATPの存在比の変化を敏感に検知することができるようになる。4つのCBSドメインは2つのペアとなってAMP結合ドメインを形成し、このドメインペアはBatemanドメインとも呼ばれる。一方のBatemanドメインへのAMPの結合は、他方のBatemanドメインのAMP結合親和性を協同的に増大させる。AMPが双方のBatemanドメインに結合すると、γサブユニットはコンフォメーションが変化し、αサブユニットの触媒ドメインが露出する。上流のAMPKキナーゼ（AMPKK）によって触媒ドメインのスレオニン172番残基（T172）のリン酸化が起こると、AMPKは活性化される。
α、β、γサブユニットにはさまざまなアイソフォームが存在する。γサブユニットはγ1、γ2、γ3のいずれかのアイソフォームで存在し、βサブユニットはβ1、β2のいずれか、αサブユニットはα1、α2のいずれかとして存在する。大部分の細胞において最も一般的に発現しているアイソフォームはα1、β1、γ1アイソフォームであるが、心筋や骨格筋ではα2、β2、γ2、γ3のアイソフォームも発現していることが示されている。
ヒトでは、次に挙げる遺伝子がAMPKのサブユニットをコードしている。
- α – PRKAA1（英語版）、PRKAA2（英語版）
- β – PRKAB1（英語版）、PRKAB2（英語版）
- γ – PRKAG1（英語版）、PRKAG2（英語版）、PRKAG3（英語版）

哺乳類のAMPKの調節コアドメイン（αサブユニットC末端、βサブユニットC末端、γサブユニット）の結晶構造が、AMP、ADP、ATPとの複合体としてそれぞれ解かれている。

## 調節
各サブユニットにアイソフォームが存在するため、哺乳類のAMPKは12種類存在し、そのそれぞれが異なる組織分布、異なる条件で異なる機能を持っている。AMPKはアロステリックな調節と翻訳後修飾による協働的な調節を受ける。
αサブユニットのT172がリン酸化されるとAMPKは活性化される。AMPやADPの結合時にはこの残基へのホスファターゼのアクセスは防がれているが、ATPがAMPやADPに置き換わるとホスファターゼがアクセスできる状態となる。T172残基は少なくとも3つのキナーゼによってリン酸化される。STRAD、MO25と複合体を形成して働くLKB1、カルシウム/カルモジュリン依存性プロテインキナーゼキナーゼ2（CAMKK2）、TGFβ活性化キナーゼ1（TAK1）の3つである。また、T172は3つのホスファターゼによって脱リン酸化される。プロテインホスファターゼ2A（PP2A）、プロテインホスファターゼ2C（PP2C）、 Mg2+/Mn2+依存性プロテインホスファターゼ1E（PPM1E）の3つである。
AMPKはγサブユニットへのATPの結合（ホスファターゼがT172へアクセスできるようにする）とAMPまたはADPの結合（ホスファターゼのアクセスを防ぐ）の競合によってアロステリックに調節されている。そのため、AMPKは細胞内のAMP/ATP比またはADP/ATP比を検知する、細胞のエネルギーレベルのセンサーとして機能しているようである。CaMKK2によるAMPKの調節には、両者のキナーゼドメイン間の直接的相互作用が必要である。CaMKK2とAMPKとの相互作用はαサブユニットとβサブユニットのみが関与し、そのためCaMKK2によるAMPKの調節はAMPやADPではなくカルシウムレベルの変化によって行われているようである。
そのほか、AMPKはインスリン、レプチン、ジアシルグリセロールによっても他のさまざまな部位のリン酸化が誘導され阻害される。AMPKは組織特異的なユビキチン化によっても阻害や活性化が行われている可能性がある。また、いくつかのタンパク質間相互作用や、酸化因子によっても活性化や阻害が行われている可能性があるが、2016年の段階では酸化によるAMPKの調節には議論がある。

## 機能
AMPKがアセチルCoAカルボキシラーゼ1（ACC1）またはステロール調節エレメント結合タンパク質1c（SREBP1c）をリン酸化すると、脂肪酸、コレステロール、トリグリセリドの合成が阻害され、脂肪酸の取り込みとβ酸化が活性化される。
骨格筋では、AMPKはRabGTPアーゼ活性化タンパク質TBC1D1をリン酸化してグルコースの取り込みを促進し、最終的にはGLUT4を含む小胞の細胞膜への融合を誘導する。AMPKは、6-ホスホフルクト-2-キナーゼ/フルクトース-ビスホスファターゼ2/3、グリコーゲンホスホリラーゼをリン酸化して活性化して解糖系を促進し、グリコーゲンシンターゼをリン酸化してグリコーゲン合成を阻害する。肝臓では、AMPKはHNF4（hepatocyte nuclear factor 4）やCRTC2（CREB regulated transcription coactivator 2）などの転写因子を阻害して糖新生を阻害する。
AMPKはTSC2、raptor、TIF-IA、eEF2Kをリン酸化することで、エネルギーの集約が必要なタンパク質生合成過程を阻害するとともに、5'キャップ依存的な翻訳から、よりエネルギーを必要としないキャップ非依存的な翻訳への切り替えを強制する。TSC2が活性化されているときには、mTORC1が阻害される。AMPKによるｍTORC1の阻害の結果、タンパク質合成は停止する。AMPKの活性化は細胞内のエネルギーの低下を意味し、そのためタンパク質合成のようなエネルギーを消費するすべての経路が阻害され、細胞内エネルギーを適切な水準へ回復するためにエネルギー産生経路が活性化される。
AMPKはULK1を活性化することで直接的・間接的にオートファジーを活性化する。またAMPKは、ミトコンドリアでの転写を促進するPGC-1αを調節することにより、ミトコンドリアの生合成を促進するようである。AMPKは抗酸化防御機構も活性化する。

## 臨床的意義

### 運動
AMPKの活性化は、ミトコンドリアの生合成や能力の向上、筋肉のグリコーゲンの増加、GLUT4やヘキソキナーゼIIなどの細胞内へのグルコースの取り込みに特化した酵素の増加といった、1回の運動または長期のトレーニング中に骨格筋で起こる生化学的適応の多くを媒介していると考えられている。さらに、AMPKは脈管形成や血管新生を促進して安定化することで、運動やトレーニングを行った筋細胞への血液供給の増加に直接的に関与することが近年の発見からは示唆されている。これらの適応は、運動や長期トレーニング中AMP:ATP比の増加によって引き起こされる、AMPK活性の一時的または持続的な増大の結果生じている可能性が高いと考えられている。
AMPKは急激な運動中に、ヘキソキナーゼIIの発現上昇、GLUT4の細胞膜への移行、解糖系の促進によって、収縮を行う筋細胞が直面するエネルギー問題への適応を行う。また、運動中の脂肪酸の酸化（β酸化）も増大にもAMPKの活性化が関与していると考えられており、特に中程度の強度で継続的な運動が行われる場合に顕著となる。
AMPKの活性は運動によって上昇するが、AMPKのαサブユニットのT172のリン酸化を行う主要なAMPKKはLKB1/MO25/STRAD複合体であると考えられている。一方、持久性トレーニングを行っている筋組織ではAMPKKのタンパク質の量は増加するのに対し、その活性レベルはトレーニングを行っている組織と行っていない組織の双方で低下していることも示されており、その役割は必ずしも明確ではない。
運動トレーニングへの適応におけるAMPKの役割に関する論争
AMPKのα2サブユニットの活性化は運動トレーニングへのミトコンドリアの適応に重要であると考えられてきたが、AMPKα2のノックアウトマウスの運動トレーニングに対する応答を調査した近年の研究では、この考えに反する結果が得られている。野生型とAMPKα2ノックアウトマウスでいくつかのタンパク質と酵素の運動トレーニングに対する反応を比較したところ、ノックアウトマウスではミトコンドリア密度のマーカー（COX-1、CS、HAD）の基礎的レベルは低いものの、運動トレーニングによって野生型と同様の増加がみられた。この結果は、野生型と不活性型のAMPKα2を持つマウスで運動トレーニングに対するミトコンドリアの適応に差がみられないとする別の研究によっても支持される。

### 脂質代謝
運動の影響の1つとして脂肪酸代謝の増加があり、その結果より多くのエネルギーが細胞にもたらされる。AMPKが脂肪酸の酸化を調節する主要な経路の1つが、アセチルCoAカルボキシラーゼ（ACC）のリン酸化による不活性化である。ACCはアセチルCoAをマロニルCoAに変換する。マロニルCoAはカルニチンパルミトイルトランスフェラーゼI（CPT-1）の阻害剤である。CPT-1はミトコンドリアでの酸化のために脂肪酸の輸送を行うため、ACCの不活性化によって脂肪酸輸送とその後の酸化が増大することとなる。また、マロニルCoAの減少はマロニルCoAデカルボキシラーゼ（MCD）の影響であるとも考えられており、こちらもAMPKによって調節されている可能性がある。MCDはACCに拮抗し、マロニルCoAをアセチルCoAへ脱炭酸することで、マロニルCoAを減少させCPT-1と脂肪酸酸化を増大させる。AMPKは肝臓での脂質代謝にも重要な役割を果たす。肝臓のACCがリン酸化によって調節されていることはよく知られている。AMPKは、コレステロール合成に重要な酵素であるHMG-CoAレダクターゼ（HMGCR）をリン酸化して不活性化する。HMGRはアセチルCoAから合成される3-ヒドロキシ-メチルグルタリル-CoA（3-hydroxy-3-methylglutaryl-CoA）をメバロン酸へ変換する。その後、メバロン酸はいくつかの代謝段階を経てコレステロールとなる。そのため、AMPKは脂肪酸酸化とコレステロール合成の調節を補助していることとなる。

### グルコース輸送
インスリンは体内のグルコースレベルの調節を助けるホルモンである。血糖値が高い時には、ランゲルハンス島からインスリンが放出される。インスリンは他の因子とともに、GLUT4の発現と膜移行を増加させることで細部内へのグルコースの取り込みを促進する。運動条件下では血糖値は必ずしも高くなく、インスリンは必ずしも活性化していないが、筋肉はGLUT4を介してグルコースの取り込みの促進を行うことができる。この運動によって誘導されるグルコースの取り込みに対し、AMPKは部分的に関与しているようである。Goodyearらは運動時に細胞膜のGLUT4の濃度が増加しミクロソーム膜で減少することを示し、運動によって小胞のGLUT4の細胞膜への移行が促進されることを示唆した。急激な運動によってGLUT4の移行が増加するが、持久性運動ではGLUT4のタンパク質の総量も増加する。電気的刺激による筋収縮やAICAリボヌクレオチド（AICAR）処理によってAMPKの活性化とグルコースの取り込みの増加がみられ、運動誘導性のグルコース取り込みとAMPKとが関連付けられている。また、持久性トレーニングの効果を部分的に模した長期間のAICARの注入は、筋細胞でGLUT4タンパク質の総量を増加させる。
GLUT4の転写レベルでの発現調節には、MEF2（myocyte enhancer factor 2）とGEF（GLUT-4 enhancer factor）の2つの因子が必要であり、両者によってGLUT4のプロモーター活性は4倍から5倍に上昇する。AMPKはGEFを直接的にリン酸化するが、MEF2に対しては直接的な活性化は行わないようである。しかしAICAR処理によって、双方のタンパク質の核への移行が増加し、GLUT4のプロモーター領域への結合も増大する。
炭水化物の代謝に関与するタンパク質でGLUT4以外で言及すべきなのは、ヘキソキナーゼである。ヘキソキナーゼは六員環の糖、特にグルコースをリン酸化し、解糖系の第一段階を構成する。細胞内に取り込まれたグルコースはヘキソキナーゼによってリン酸化される。このリン酸化によってグルコースは細胞内にとどまるようになり、またグルコース分子の濃度が低下することで、細胞内へのグルコースの取り込みに必要な濃度勾配が維持される。AICARによる処理に伴って、ヘキソキナーゼIIの転写は増加し、長期間の注入によってヘキソキナーゼIIタンパク質の総量が増加する。

### ミトコンドリア
シトクロムc、コハク酸デヒドロゲナーゼ、リンゴ酸デヒドロゲナーゼ、α-ケトグルタル酸デヒドロゲナーゼ、クエン酸シンターゼといったミトコンドリアの酵素は運動に応答して発現が増大する。AICARによるAMPKの刺激は、シトクロムcと、ヘムの産生の律速段階の酵素であるアミノレブリン酸シンターゼを増加させる。AICARが注入されたラットでは、リンゴ酸デヒドロゲナーゼとコハク酸デヒドロゲナーゼも増加し、クエン酸シンターゼの活性も増大する。逆にLKB1のノックアウトマウスでは、マウスが自発的な運動によるトレーニングが行われている場合であっても、シトクロムcとクエン酸シンターゼの活性は低下する。
AMPKは、骨格筋でのクレアチンの欠乏に応答したPGC-1αの発現上昇にも必要である。PGC-1αは脂肪酸の酸化、糖新生、ミトコンドリア生合成に関与する遺伝子の転写を調節する因子である。AMPKはPGC-1αの発現上昇のために、NRF1（nuclear respiratory factor 1）、MEF2、HCF（host cell factor）といった転写因子の活性を向上させる。また、PGC-1αとMEF2などの転写因子の間には発現を向上させるポジティブフィードバックループが存在している。筋収縮によってPGC-1αのプロモーター活性を誘導するためには、MEF2とcAMP応答性エレメント（CRE）のコンセンサス配列が必須である。LKB1のノックアウトマウスでは、ミトコンドリアタンパク質と同様にPGC-1αの低下もみられる。

### 甲状腺ホルモン
AMPKと甲状腺ホルモンはいくつかの類似した過程を調節することが知られている。これに基づき、WinderとHardieらは、AMPKに対する甲状腺ホルモンの影響を観察する実験デザインを行った。甲状腺ホルモン処理によって、骨格筋、特にヒラメ筋と大腿四頭筋の赤筋でAMPKの全てのサブユニットの増加がみられた。また、AMPKの活性の指標となるACCのリン酸化も増加した。

### グルコース検知システム
AMPKの欠失はグルコース検知細胞の感受性を変化させることが報告されているが、その機構はあまり解明されていない。膵臓のβ細胞と視床下部ニューロンでのAMPKのα2サブユニットの欠失は、これらの細胞が細胞外グルコース濃度の変化を検知する能力を低下させる。さらに、インスリンによって誘導される再発性低血糖発作にさらされたラットでは、視床下部でのAMPKの活性化が低下し、低血糖に対するcounterregulatory response（対抗制御的な応答）が抑制される。AMPK活性化薬AICARの視床下部への直接注入による薬理学的なAMPKの活性化は、低血糖に対するcounterregulatory responseを増大させる。

### 寿命
AMPKの線虫Caenorhabditis elegansのホモログであるaak-2はミトホルミシス（mitohormesis）と呼ばれる過程を媒介し、グルコース制限状態での寿命の延長に必要な因子であることがミヒャエル・リストウらによって示されている